# Kızkalesi

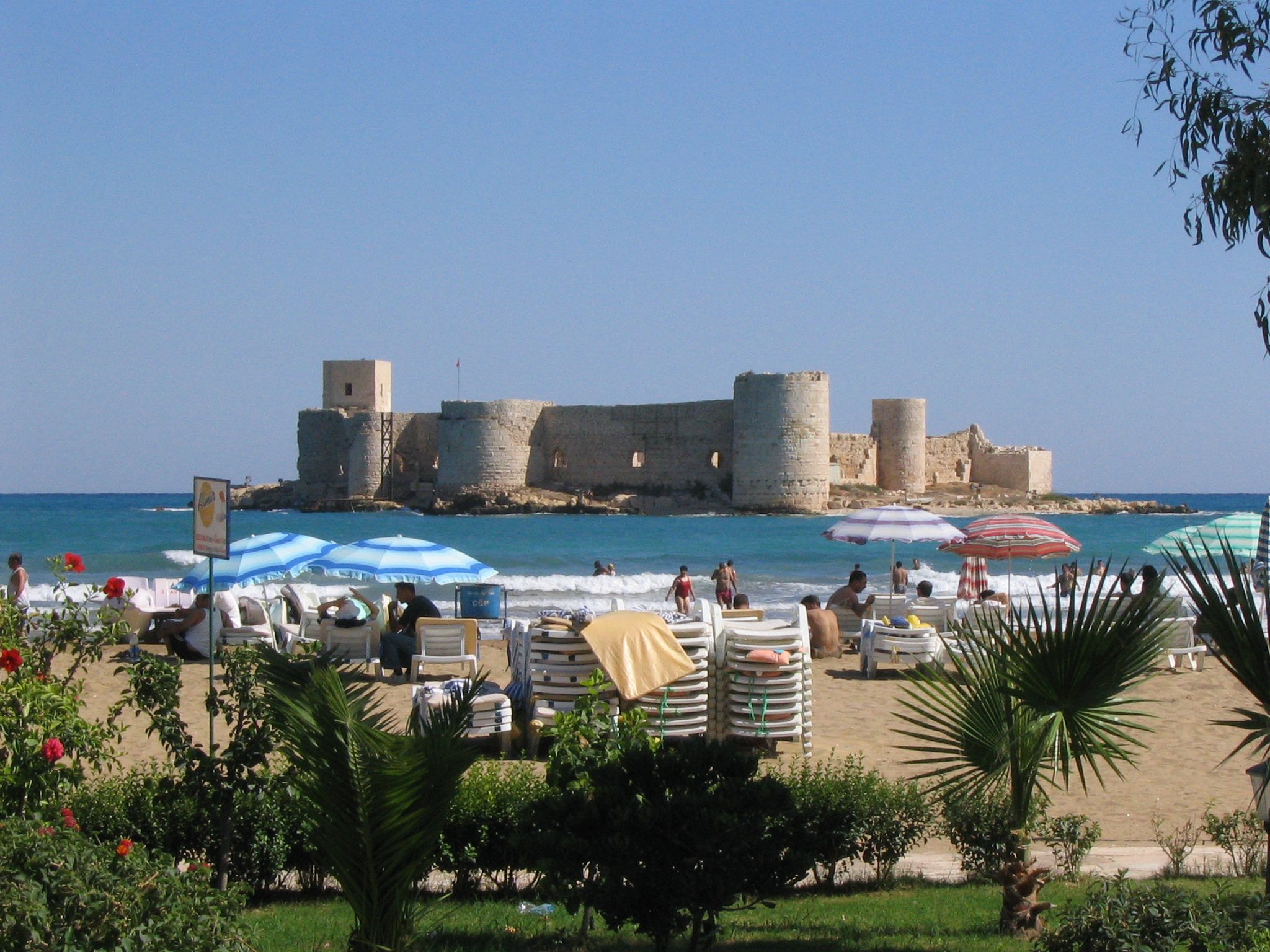
Mädchenburg

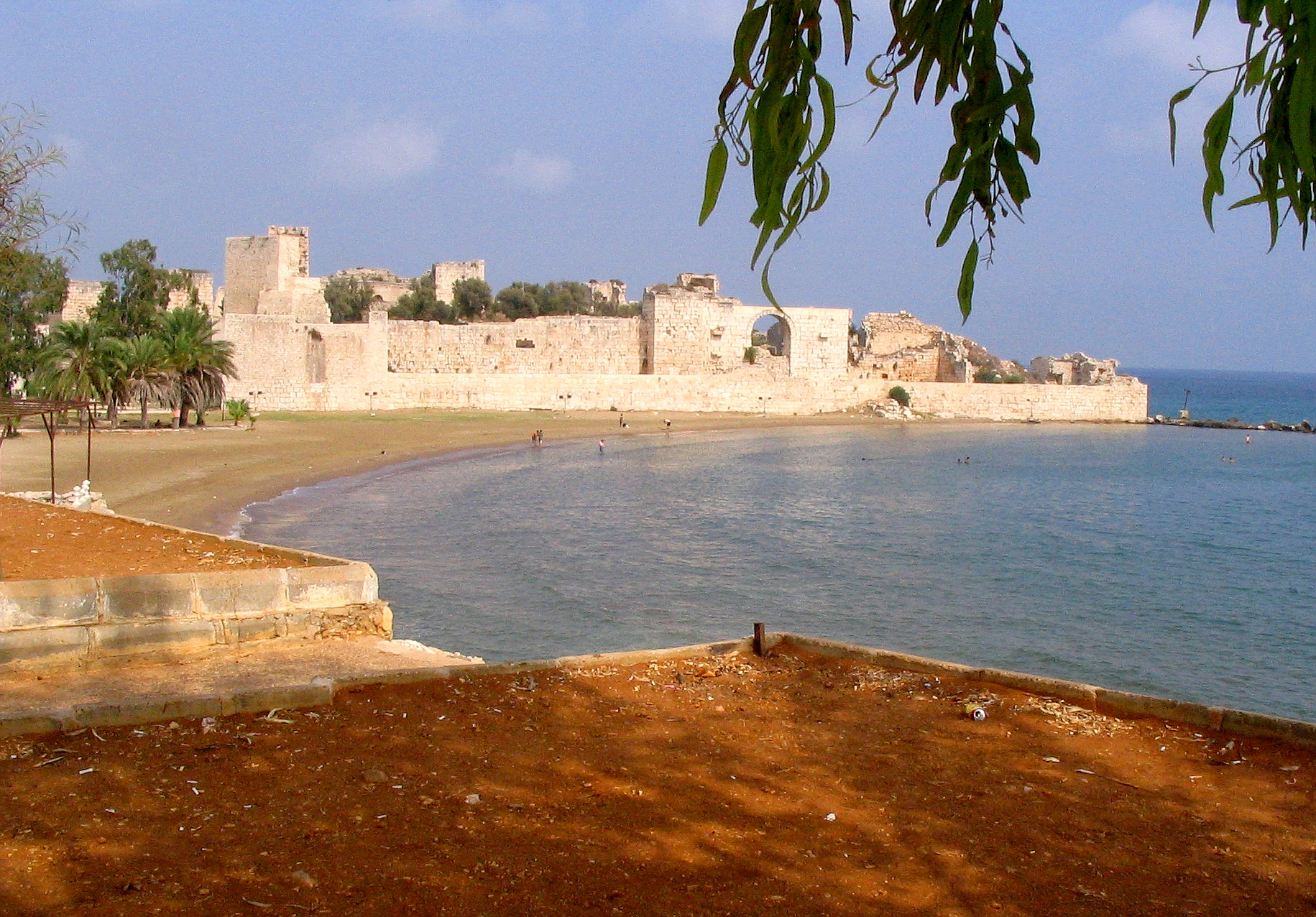
Landburg Korykos

Kızkalesi ist eine ehemalige Gemeinde an der türkischen Südküste im Bezirk Erdemli der Provinz Mersin. Es liegt etwa in der Mitte zwischen den Kreisstädten Silifke und Erdemli an der Küstenstraße von Antalya nach Adana, etwa 80 km südwestlich von Mersin. Seit einer Gebietsreform 2014 ist der Ort keine Gemeinde mehr, sondern ein Ortsteil der Kreisstadt Erdemli.
Nachdem Kızkalesi bereits in den 1970er Jahren von türkischen Touristen gut besucht war, hat es sich seitdem zu einer Hochburg des internationalen Tourismus entwickelt und ist heute von Deutschen, Engländern und Russen stark frequentiert. Damit ging auch ein Bauboom einher, in dessen Verlauf nicht nur Beherbergungsbetriebe, sondern auch Hochhäuser mit Miet- und Eigentumswohnungen gebaut wurden. Dort hat sich auch eine größere Gruppe von Deutschen angesiedelt.
Kızkalesi liegt an der Stelle des antiken Korykos. Der größte Teil der Relikte des Ortes liegt östlich des heute bewohnten Gebietes. Dazu gehören die Ruinen von zahlreichen Kirchen aus frühbyzantinischer und armenischer Zeit sowie drei umfangreiche Nekropolen mit Felsgräbern und Sarkophagen sowohl der römischen als auch der christlichen Epoche. Im Ort sind vor allem die ebenfalls Korykos genannte Burg sowie die auf einer vorgelagerten Insel liegende Mädchenburg (türkisch Kız Kalesi), das Wahrzeichen des Ortes, erhalten. Ihren Namen hat diese von der Legende, dass ein lokaler Herrscher nach der Weissagung, seine Tochter werde an einem Schlangenbiss sterben, diese dorthin brachte. Die Schlange ereilte sie trotzdem über einen Lebensmittelkorb.

## Sehenswürdigkeiten
Neben der Landburg, der Mädchenburg und den umfangreichen Ruinen von Korykos gibt es in der näheren und weiteren Umgebung viele Sehenswürdigkeiten. Dazu zählen
- die römischen Felsengräber Adamkayalar in der Teufelsschlucht (Şeytan deresi)
- die antike Stadt Kanytelleis (Kanlıdivane)
- Olba und Diokaisareia, heute Uzuncaburç
- Elaiussa Sebaste, Akkale und Köşkerli
- Imbriogon, heute Demircili
- die Korykischen Grotten (Cennet ve Cehennem), die Kirche von Hasanaliler, die römische Domäne Keşli, die Burg von Mancınıkkale und Reste eines römischen Gutshofs bei Gökburç nördlich von Narlıkuyu
- das Mosaik der drei Grazien in Narlıkuyu
- die Relikte von byzantinischen Siedlungen bei Karakabaklı, Işıkkale und bei der Doline Aşağı Dünya
- die Reste des antiken Korasion im Ort Atakent (früher Susanoğlu)
- ebenfalls bei Susanoğlu die Ruinengelände von Türkmenuşağı, Paslı, Tekkadın, Keşlitürkmenli und das Mausoleum Mezgit Kalesi
- verstreute Nekropolen und byzantinische Kirchen in der näheren Umgebung sowie bei Hıdırlı, Demirciören, Çatıören, Emirzeli, Cambazlı, Batısandal, Öküzlü, Hacıömerli, Yanıkhan und Kızılbağ
- die antiken Türme von Sarayın, Gömeç, Akkum, Boyan, Gücük, Yeğenli und Hançerli
- die Felsreliefs von Sömek, Efrenk und Sarıveliler
- die antike Befestigungsanlage von Meydancıkkale
- die byzantinische Klosteranlage Alahan Monastırı
- Zitadelle, Zisterne, Tempel, Museum und das frühchristliche Heiligtum Ayathekla in Silifke